# عرفان كريم
عرفان كريم (25 سبتمبر 1992 - ) (بالإنجليزية: Irfan Karim)‏ هو لاعب كريكت كيني. شارك مع منتخب كينيا الوطني للكريكت.

## وصلات خارجية
- عرفان كريم على موقع إي آس بي آن كريك إنفو (الإنجليزية)